# Гуга войвода
Гуга войвода – сведенията за живота на тази българска хайдутка в повечето случаи са оскъдни, някои от тях легендарни. Не се знае къде е точно родното и място, като според някои източници тя е родом от село Избеглии, а според други – от съседното село Карареизово.
Гуга (Гуга, Гюрга, а те от Георги на гръцки: „georgos“, „земеделец“) е била жена на някой си Браню от Родопа планина. Само три месеца след сватбата им момчето е принудено да „хване гората“ заради убийството на двама турци. Връщайки се от пазар в Асеновград, където отива за да си купи муле, Браню е нападнат от трима въоръжени до зъби османлии. Мъжът не се оставя като покорна рая да го ограбят и с кол пребива двама от нападателите си, а третият успява да избяга.
По други сведения това се случило в дома на двамата, когато нагли турци „дошли“ на гощавка при семейството. Не искали поганците Браню да им поднася приготвената от Гуга храна, искали нея. Човекът решил че „тая няма да я бъде“, а турците се уловили за пищовите, но Браню бил по-бърз и ги насякъл със секирата.
След случилото се Браню се прощава с близките си и става войвода на малка хайдушка чета в Родопите. Скоро Гуга ражда детенце, но за нея е донесено, че се среща тайно с мъжа си и знае къде се укрива той. Непрекъснато тормозена с разпити от местните турци относно мъжа и, тя оставя детето на роднини в селото, подпалва дома си, за да няма какво да я тегли повече назад и се присъединява към четата на Браню. Двамата хайдутуват из Родопите в продължение на няколко години. Дружината им е малка – само от шестима души, но според легендата обсегът на нейните действия достига от връх Драгойна и Буковския балкан чак до Бяло море. Юначна и смела жена, Гуга умее да стреля по-добре от мъжете в дружината, върти едновременно два ятагана в ръцете си и с храбростта си увлича и другите.
Хайдушката дружина на планинците била се поразрастнала до шестнадесет души, но се биела като за много повече. Населението често им се оплаквало от грабежи, изнасилвания на моми и невести, тормоз и насилия. Хайдутите на Браню и Гуга били безмилостни, а изнасилвачите скопявали.
Народните предания разказват, че когато пленява ходжата на с. Катърли, заради прегрешенията му тя го наказва като го завежда на върха на Станимашката местност „Анатемата“, завързва го за една празна каруца и така го пуска надолу в пропастта. Въобще, докато четата е сплотена, всичко върви добре. Браню обаче пада убит (според Хайтов – той се подхлъзва фатално и пада от една скала) и след гибелта му хайдутите избират Гуга за предводител на дружината. Новата ситуация поражда спор кой да се ожени за войводката и всява раздор между хайдутите. Това предопределя и тъжния край на четата. В безсмислена, но безмилостна борба помежду си, всички до един загиват. Гуга ги погребва всички заедно и остава сама – без мъж, без дружина, без дете. Не е ясно дали просто се отказва от хайдутството или предпочита да сложи край на целия си буен живот. По-нататъшната и съдба е неизвестна.
Кратко животоописание на Гуга войвода помества най-напред писателя и сценарист Николай Хайтов в брошурата си „Жени-хайдутки“ от 1962 г. По-късно тези сведения обобщава в свои публикации Евдокия Емануилова – историк, председател на Общински комитет „Васил Левски“ – Пловдив.